# Visători cu plumb în ochi sau ultima scrisoare pentru femeia nordică
Visători cu plumb în ochi sau ultima scrisoare pentru femeia nordică este al doilea album al formației rock Alternosfera.

## Albumul
Cel de-al 2-lea album al formației, "Visători cu plumb în ochi sau ultima scrisoare pentru femeia nordică" a văzut lumina zilei în iunie 2007. Prin acest album Alternosfera a vrut să pună punct perioadei romantismului liric în creația sa.
Este ultimul album semnat Alternosfera care are drept tematică dragostea. Piesele noi diferă de cele incluse pe albumul Orașul 511; sunt energice, interesante și provocatoare. Este un album liric și dramatic în același timp.

## Videoclipuri
Formația a filmat un videoclip pentru piesa "Femeia nordică" în regia lui Igor Cobileanski.
Și piesa "Ploile nu vin" a beneficiat de un videoclip.

## Lista cântecelor
| #   | Titlul                      | Durata   |
| --- | --------------------------- | -------- |
| 1.  | "Drum de fier"              | 00:04:26 |
| 2.  | "Ne unește, ne desparte"    | 00:04:11 |
| 3.  | "Femeia nordică"            | 00:04:09 |
| 4.  | "Poștaș"                    | 00:04:46 |
| 5.  | "Ploile nu vin"             | 00:04:09 |
| 6.  | "Închisoarea albă"          | 00:05:38 |
| 7.  | "Cocori"                    | 00:04:26 |
| 8.  | "Visători cu plumb în ochi" | 00:03:41 |
| 9.  | "Avion"                     | 00:03:57 |
| 10. | "Nu e nimeni vinovat"       | 00:03:52 |
| 11. | "Columb"                    | 00:03:10 |